# Chappes, Allier
Chappes là một xã ở tỉnh Allier thuộc miền trung nước Pháp.